# Aboudia
 (octobre 2023).
La mise en forme du texte ne suit pas les recommandations de Wikipédia : il faut le « wikifier ».
Les points d'amélioration suivants sont les cas les plus fréquents. Le détail des points à revoir est peut-être précisé sur la page de discussion.
- Les titres sont pré-formatés par le logiciel. Ils ne sont ni en capitales, ni en gras.
- Le texte ne doit pas être écrit en capitales (les noms de famille non plus), ni en gras, ni en italique, ni en « petit »…
- Le gras n'est utilisé que pour surligner le titre de l'article dans l'introduction, une seule fois.
- L'italique est rarement utilisé : mots en langue étrangère, titres d'œuvres, noms de bateaux, etc.
- Les citations ne sont pas en italique mais en corps de texte normal. Elles sont entourées par des guillemets français : « et ».
- Les listes à puces sont à éviter, des paragraphes rédigés étant largement préférés. Les tableaux sont à réserver à la présentation de données structurées (résultats, etc.).
- Les appels de note de bas de page (petits chiffres en exposant, introduits par l'outil «  Source ») sont à placer entre la fin de phrase et le point final[comme ça].
- Les liens internes (vers d'autres articles de Wikipédia) sont à choisir avec parcimonie. Créez des liens vers des articles approfondissant le sujet. Les termes génériques sans rapport avec le sujet sont à éviter, ainsi que les répétitions de liens vers un même terme.
- Les liens externes sont à placer uniquement dans une section « Liens externes », à la fin de l'article. Ces liens sont à choisir avec parcimonie suivant les règles définies. Si un lien sert de source à l'article, son insertion dans le texte est à faire par les notes de bas de page.
- La présentation des références doit suivre les conventions bibliographiques. Il est recommandé d'utiliser les modèles {{Ouvrage}}, {{Chapitre}}, {{Article}}, {{Lien web}} et/ou {{Bibliographie}}. Le mode d'édition visuel peut mettre en forme automatiquement les références.
- Insérer une infobox (cadre d'informations à droite) n'est pas obligatoire pour parachever la mise en page.

Pour une aide détaillée, merci de consulter Aide:Wikification.
Si vous pensez que ces points ont été résolus, vous pouvez retirer ce bandeau et améliorer la mise en forme d'un autre article.
Aboudia , (de son vrai nom Abdoulaye Diarrassouba) est un artiste ivoirien né le 21 octobre 1983. Il vit et travaille entre Brooklyn et Abidjan. Le 05 septembre 2023, il est décerné par la Présidence de la République de Côte d'Ivoire, le prix d'excellence pour le cinéma et les arts visuels.

## Biographie
Il étudie au Centre des Arts Appliqués de Bingerville et obtient son diplôme avec une spécialité en art mural en 2003. Il bénéficie d’une visibilité internationale à partir de 2011 en représentant dans ses peintures des scènes de la guerre civile ivoirienne et notamment de la bataille d'Abidjan.
Ses œuvres sont diffusées à travers le monde grâce aux photographies réalisées par Finbar O’Reilly pour Reuters, et sont très rapidement exposées à la galerie Jack Bell à Londres en 2011 et à la galerie Cécile Fakhoury à Abidjan en 2012, où il collabore notamment avec l’artiste ivoirien Frédéric Bruly Bouabré.
Sa présence dans l’exposition « Pangea II : New Art From Africa and Latin America » à la Saatchi Gallery de Londres en 2014 l'expose aux côtés d’une génération émergente de jeunes artistes africains et sud-américains. Ses œuvres sont fréquemment présentées lors d’expositions personnelles à Abidjan, Londres, New York,, Paris, Dakar. Il crée la Fondation Aboudia à Bingerville en 2018, pour soutenir les enfants et les jeunes artistes.

## Style
Aboudia s’inspire des graffitis dessinés par les jeunes sur les murs dans les rues d’Abidjan, en particulier les quartiers populaires d’Abobo, Yopougon et Treichville. C’est le mode d'expression des jeunes et des enfants qui ont été laissés pour compte durant la décennie de la guerre civile. Se rattachant lui-même à cette génération de jeunes n’ayant que les murs pour s’exprimer, son travail comporte dans les premières séries une teneur biographique et contestataire.
Dans sa peinture La Couleur de la Mort, il dessine trois enfants armés. Dans ses premières séries, il choisit souvent des toiles sombres pour retranscrire la terreur, la tristesse et les effets de la guerre sur les enfants. Durant la bataille d’Abidjan, quand les combats étaient proches de son studio, il se cachait. Quand les tirs s'arrêtaient, il dessinait alors ce qu’il avait imaginé.
Les « Môgôs » sont des personnages récurrents dans ses peintures. Dans la langue nouchi, « Môgô » signifie « un ami fidèle de tous les jours ». Les môgôs d’Aboudia appartiennent à une jeunesse livrée à elle-même, qui se débrouille au quotidien pour survivre et se soutient dans les moments difficiles. Ses tableaux représentent symboliquement des personnes en détresse lorsqu’elles sont allongées.
Sa technique est reconnaissable à l’usage de pastels gras de couleur très vive et d’un trait plein d’énergie et de vitesse. Les fonds de ses œuvres sont souvent composés d’une technique mélangeant la peinture acrylique et le collage, sur lesquelles il vient dessiner les personnages à la bombe aérosol ou au pastel gras.
On peut distinguer dans les collages des références à l’art traditionnel, des extraits de magazines people ou des images érotiques.
Ses œuvres sont décrites comme sombres et tristes parce qu’il y a beaucoup de couleurs foncées et parce que la mort y est parfois présente. Un autre exemple de la mort dans les peintures d’Aboudia est l’œuvre « Djoly du Mogoba ». On peut y voir une armée d'enfants devant une toile rouge sang. Chaque enfant porte un fusil ou une autre arme comme une lance. La fin de la guerre a aussi conclu la fin de la période des peintures de guerre d’Aboudia. Il a ainsi commencé à peindre sur d'autres thèmes. Ses tableaux récents touchent à des thèmes variés comme son enfance, la camaraderie entre jeunes Abidjanais, les enfants, la vie à Abidjan, des portraits, mais aussi parfois des scènes religieuses.

## Réception
D’abord soutenu par la scène ivoirienne (Centre culturel français, Villa Kaïdin), le travail d’Aboudia est présenté à l’international dès 2011. Il participe notamment à des expositions à la Saatchi Gallery à Londres ou au Nevada Art Museum à Reno. Son travail est régulièrement présenté dans des galeries d’art contemporain à Abidjan, Dakar, Londres et New York, ainsi que dans les foires d’art contemporain à Londres, New York, Marrakech ou Lagos.
Aboudia s’est imposé en une décennie comme le chef de file d’une génération de plasticiens abidjanais qui sont devenus les hérauts des défis surmontés par la classe populaire ivoirienne au lendemain de la guerre, à l’instar d’Armand Boua, Yéanzi ou Médérick Turay, qui représentent principalement des scènes de la vie de tous les jours à Abidjan et des portraits d’habitants de la capitale économique de Côte d’Ivoire.

## Expositions
Aboudia a présenté ses œuvres en solo et en groupe précisément en Afrique de l'Ouest mais aussi à l'international,,.

### Expositions en solo

#### 2021
- "Tokyo" – Galerie Cécile Fakhoury, Abidjan, Côte d'Ivoire.

#### 2018
- "Djoly du Mogoba" – Jack Bell Gallery, Londres, Royaume-Uni.

#### 2017
- "Visages parlants" – Piasa, Paris, France
- "Gawa Dangoro" – Jack Bell Gallery – Londres, Royaume-Uni.

#### 2016
- "J'ai un rêve" – Galerie OOA, Barcelone, Espagne
- « Dynastie Môgô » – Galerie Cécile Fakhoury, Abidjan, Côte d'Ivoire
- "Bombe fantôme" – Jack Bell Gallery, Londres, Royaume-Uni
- « Têtes parlantes » – Ethan Cohen Gallery, New York, États-Unis
- "Chap Chap" – Art Twenty One, Lagos, Nigéria

#### 2015
- "Sossoroh urbain" – Jack Bell Gallery, Londres, Royaume-Uni

#### 2014
- « Nouchi City » – Galerie Cécile Fakhoury, Abidjan, Côte d'Ivoire
- "African Dawn | ABOUDIA" – Ethan Cohen Gallery, New York, États-Unis
- "Trin Trin Ba-By" – Jack Bell Gallery, Londres, Royaume-Uni

#### 2013
- « Quitte le pouvoir : Nouvelles peintures d'Aboudia » – Jack Bell Gallery, Londres, Royaume-Uni

#### 2012
- « Aujourd'hui, je travaille avec mon petit-fils Aboudia » exposition en duo avec Frédéric Bruly Bouabre – Galerie Cécile Fakhoury, Abidjan, Côte d'Ivoire

#### 2011
- "Travaux récents" – Galerie Le Lab 2.0, Abidjan, Côte d'Ivoire
- Goethe-Institut, Johannesburg, Afrique du Sud
- "La bataille pour Abidjan" – Jack Bell Gallery, Londres, Royaume-Uni[3]

#### 2009
- Centre Culturel Français, Abidjan, Côte d'Ivoire
- Centre Culturel Français, Conakry, Guinée

### Expositions en groupe

#### 2018
- "Anges" – Galerie OOA, Barcelone, Espagne
- Art X – Galerie OOA, Lagos, Nigéria
- "Rassemblement" – Jack Bell Gallery, Londres, Royaume-Uni
- 1:54 – Galerie Cécile Fakhoury, Marrakech, Maroc

#### 2017
- "Exposition d'été" – Royal Academy of Arts, Londres, Royaume-Uni
- « À propos de l'Afrique : art contemporain et afro-futurisme » – Musée d'art de Tel Aviv, Israël
- "AKAA" – Galerie OOA, Paris, France
- Salon Zürcher – Galerie OOA, Paris, France

#### 2016
- 1:54 – Galerie Cécile Fakhoury, Londres, Royaume-Uni
- "Dakar-Martigny : Hommage à la Biennale d'Art contemporain" – Martigny, Suisse

#### 2015
- 1:54 – Galerie Cécile Fakhoury, Pioneer Works, Brooklyn, USA
- "Pangaea II : Nouvel art d'Afrique et d'Amérique latine" – Saatchi Gallery, Londres, Royaume-Uni
- "Studio Lumière" – Jack Bell Gallery, Londres, Royaume-Uni

#### 2014
- Sphères #7, Galerie Continua, Les Moulins, France
- 1:54 – Galerie Cécile Fakhoury, Somerset House, Londres, Royaume-Uni
- Exposition collective Galerie Cécile Fakhoury, Abidjan, Côte d'Ivoire
- "Pangaea : nouvel art d'Afrique et d'Amérique latine" – Saatchi Gallery, Londres, Royaume-Uni
- Dak'Art Off – Exposition collective Galerie Cécile Fakhoury, La Fondation Total, Dakar, Sénégal

#### 2013
- "Dans tous les cas ; une sélection de collection" – Nevada Museum of Art, Reno, États-Unis

#### 2012
- "Aujourd'hui je travaille avec mon petit fils Aboudia" (en collaboration avec Frédéric Bruly Bouabré) – Galerie Cécile Fakhoury, Abidjan, Côte d'Ivoire
- Dak'Art Off – Eiffage, Dakar, Sénégal

#### 2011
- Amani – Abidjan, Côte d’Ivoire
- Salon International des Arts Plastiques – Abidjan, Côte d’Ivoire
- "Revue de l'Art Moderne et Contemporain" – Rotonde des Arts, Abidjan, Côte d'Ivoire
- "Les Fantômes" – Jack Bell Gallery, Londres, Royaume-Uni

#### 2010
- "Arkadi, 13e édition" – Centre culturel français, Abidjan, Côte d'Ivoire
- "L'Art du Lion" – Abidjan, Côte d'Ivoire
- "Amis des arts, 6e édition" – Banque BICICI, Abidjan, Côte d'Ivoire
- "50e Journée de célébration de l'indépendance de la Côte d'Ivoire", Côte d'Ivoire

#### 2009
- "Pinceaux d'Afrique" – Stockholm, Suède
- Arkadi, 12e édition, Centre Culturel Français, Abidjan, Côte d'Ivoire

#### 2007
- Palais de la Culture – Abidjan, Côte d'Ivoire

## Distinctions
- 2023 : Prix d'excellence pour le cinéma et les arts visuels en Côte d'Ivoire[21]